# Trachycephalus jordani
La rana arbórea de cabeza de casco (Trachycephalus jordani) es una especie de anfibio anuro de la familia Hylidae.
Habita en Colombia, Ecuador y Perú en los bosques tropicales o subtropicales secos, marismas intermitentes de agua dulce, plantaciones, jardines rurales, áreas urbanas y zonas previamente boscosas ahora muy degradadas.
La mayor amenaza a su supervivencia es la destrucción de su hábitat natural, aunque no está amenazada de extinción y es una especie adaptable y que puede vivir en hábitats degradados